# Neochlamisus subelatus
Neochlamisus subelatus är en skalbaggsart som först beskrevs av Schaeffer 1926.  Neochlamisus subelatus ingår i släktet Neochlamisus och familjen bladbaggar. Inga underarter finns listade i Catalogue of Life.